# 费德里科·祖卡里
费德里科·祖卡里（英語：Federico Zuccari，？—1609年），文艺复兴时期意大利画家和建筑师。16世纪中期开始与其兄参加有关天主教的壁画创作并成名，他活动于意大利国内外，参加绘制与设计了多部反映天主教题材的画作与教堂。在当时的欧洲名扬一时。

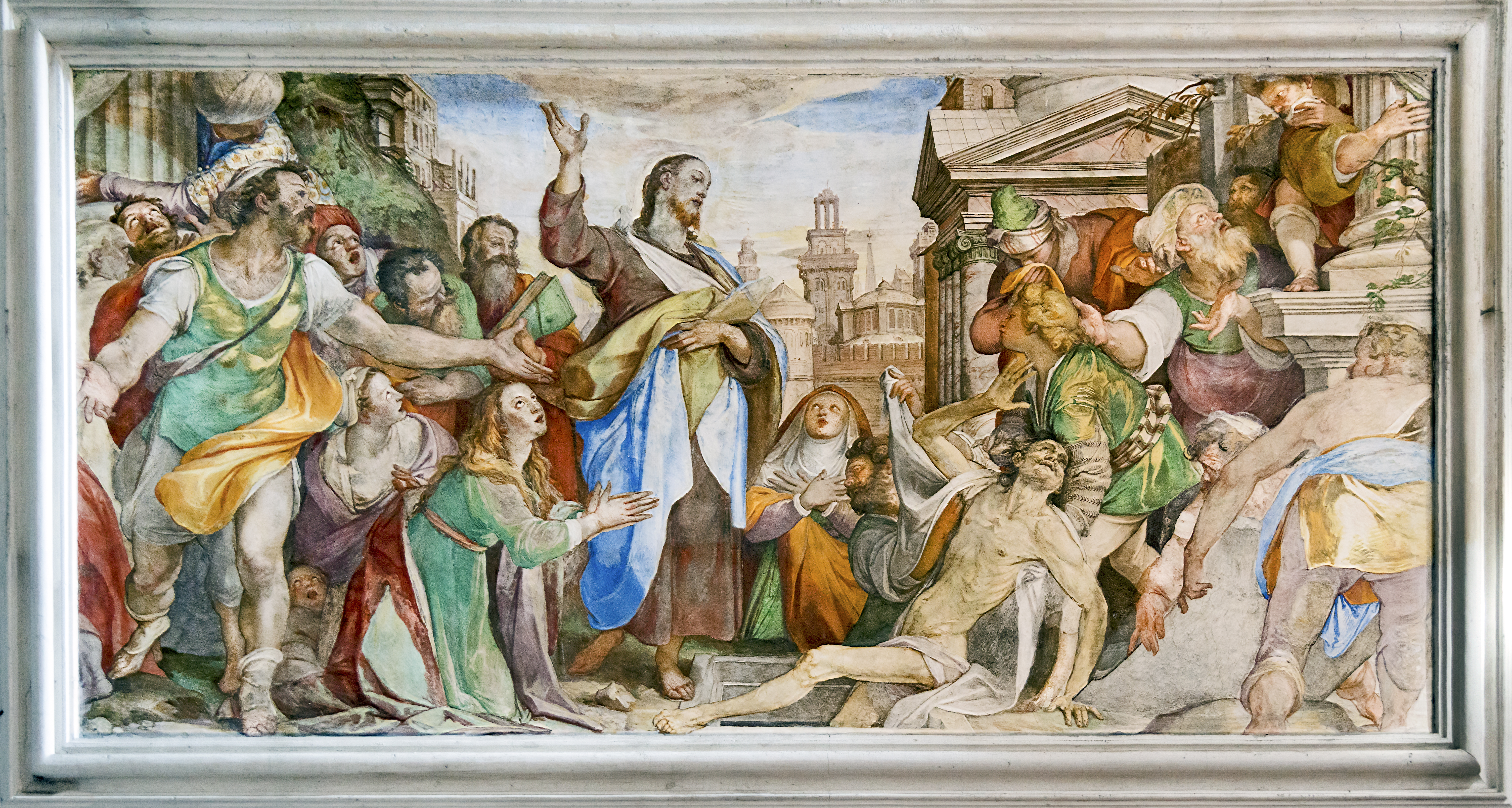
拉撒路的筹集

## 扩展阅读
- 本条目包含来自公有领域出版物的文本: Chisholm, Hugh (编).  (第11版). London: Cambridge University Press. 1911.
- Freedberg, Sydney J. Pelican History of Art , 编. . 1993. enguin Books Ltd.